# Artuš Scheiner
Artuš Scheiner (28. října 1863 Benešov – 20. prosince 1938 Praha) byl český ilustrátor, kreslíř a malíř.

## Biografie

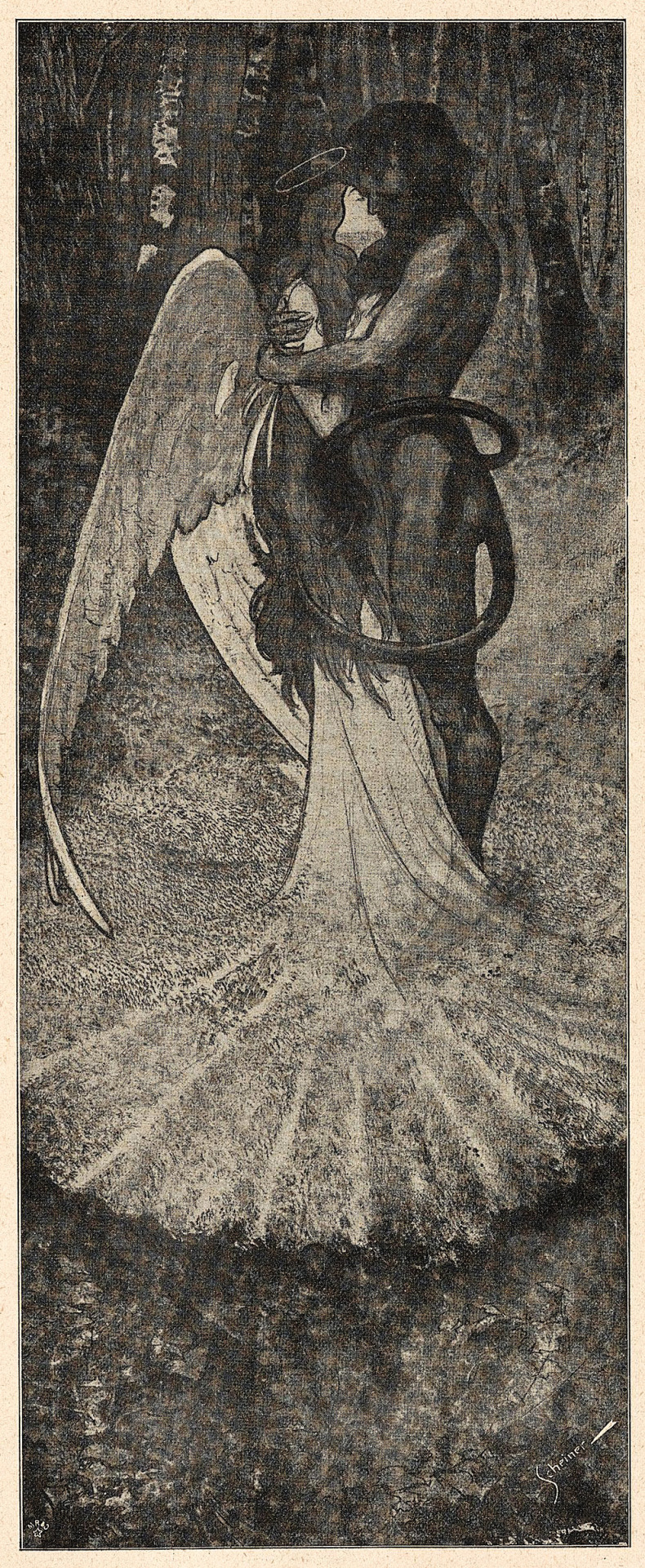

Otec Josef Scheiner byl zemský advokát z Benešova, matka Juliána, roz. Kadlecová, pocházela z Nepomuku. Původním povoláním byl úředník finančního ředitelství v Praze. Věnoval se kreslení zpočátku jen ze záliby, byl úplný samouk, brzy však byly jeho kresby otiskovány v časopisech – rakouských, německých (především Lustige Blätter) i maďarských. Od roku 1897 začal své kresby uveřejňovat v českých společenských a humoristických časopisech Světozor, Paleček, Švanda dudák, Zlatá Praha. Roku 1902 ilustroval první pohádkovou knížku Růženka a Bobeš od V. Říhy. Černobílé lineární perokresby v brilantní secesní stylizaci mu získaly popularitu a nové zakázky. Ilustroval pohádky B. Němcové, K. J. Erbena, H. Ch. Andersena a jiné. Díla Julia Zeyera Ondřej Černyšev, Román o věrném přátelství Amise a Amila a Vyšehrad vyzdobil obrazy pohádkové fantazie, ale i jemné erotiky. Tyto knihy byly vydávány v nákladné a kvalitní grafické úpravě. Nakreslil však i řadu seriálových obrázků v knížkách O Kulihráškovi a mnoho drobných, ale vždy výborně, poctivě a půvabně nakreslených obrázků do reklamních pohádkových sešitků.

## Galerie

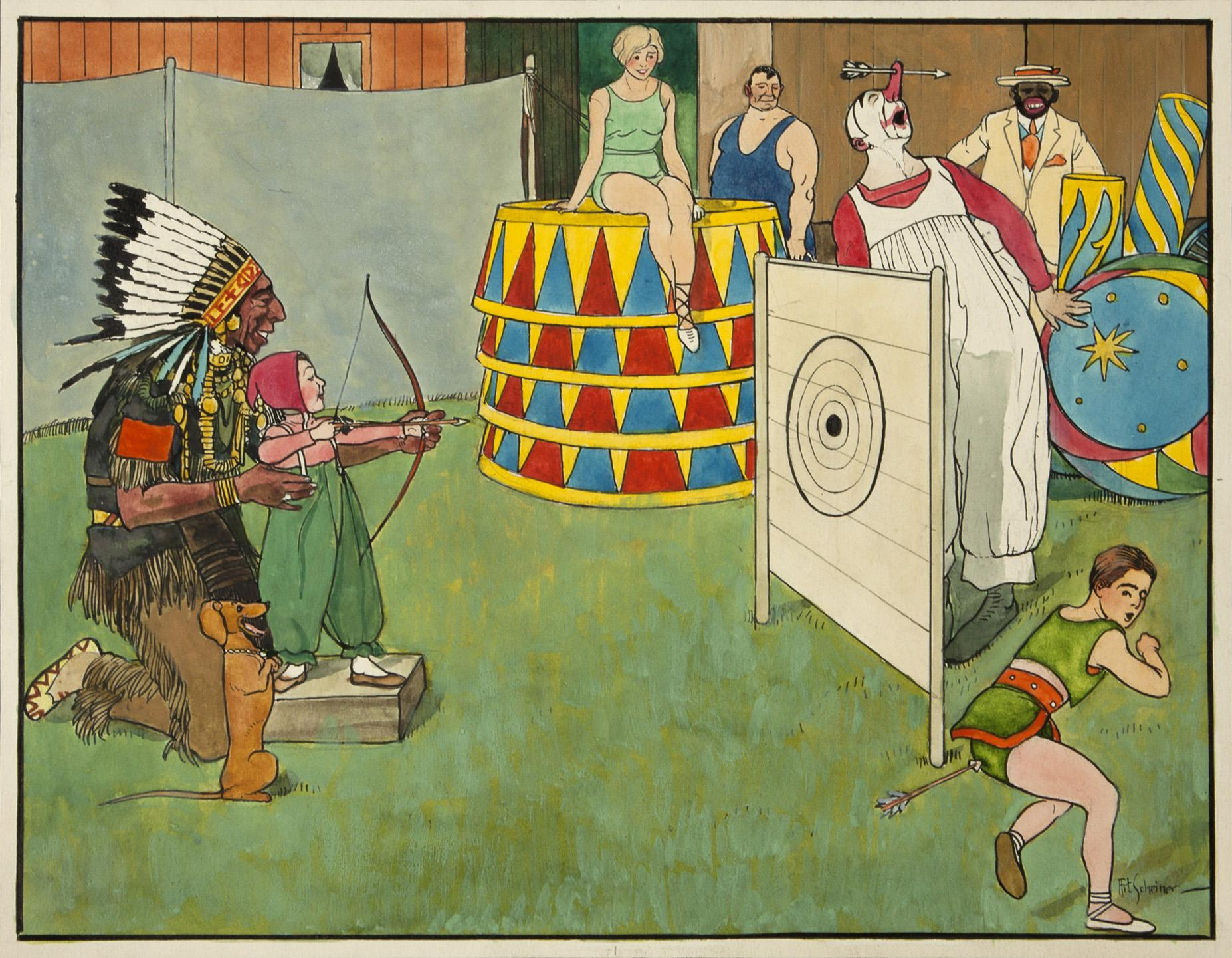
Artuš Scheiner – Kulihrášek tulák (1929)
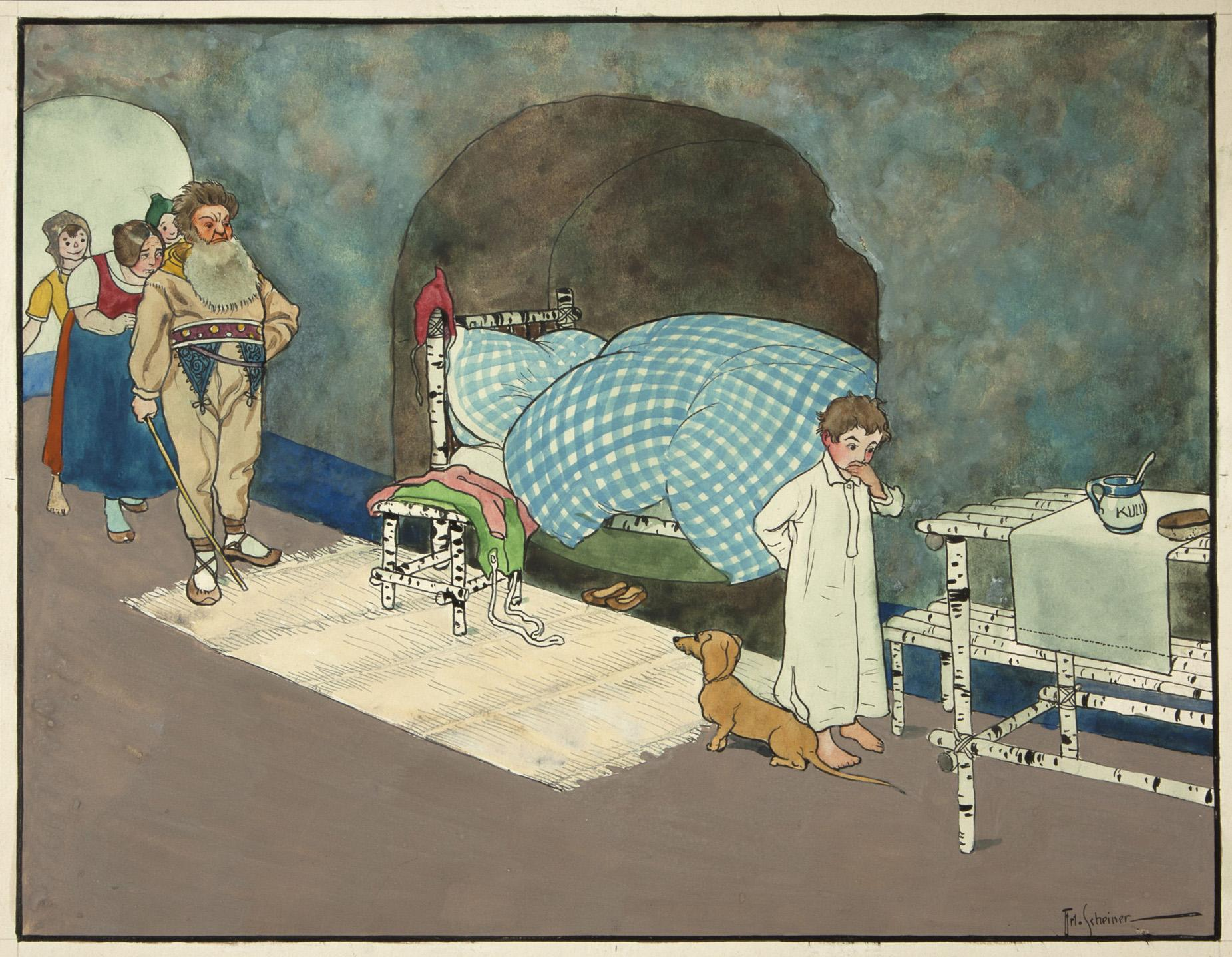
Artuš Scheiner – Kulihrášek tulák (1929)
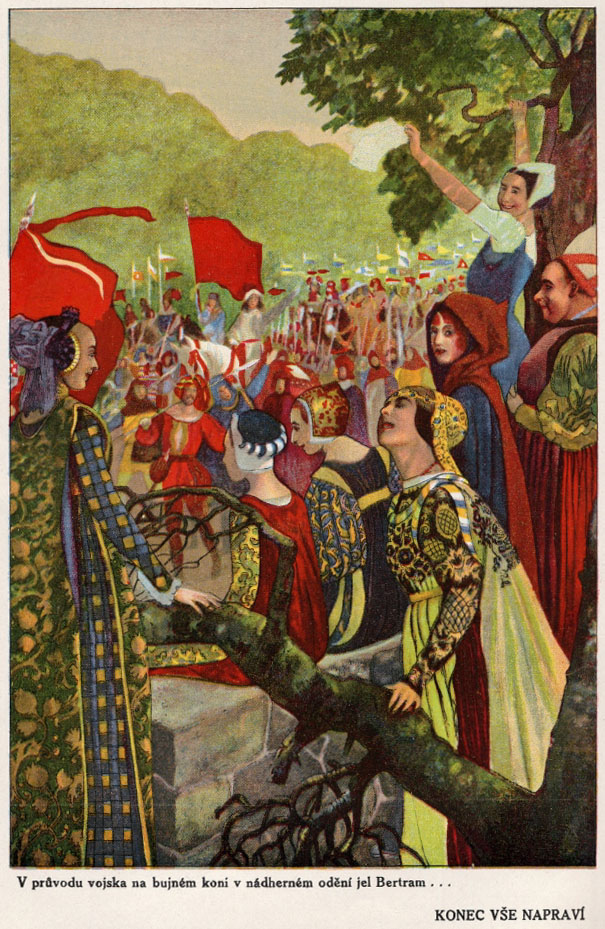
Ilustrace Artuše Scheinera k Shakespearově hře Konec vše napraví (před 1923)
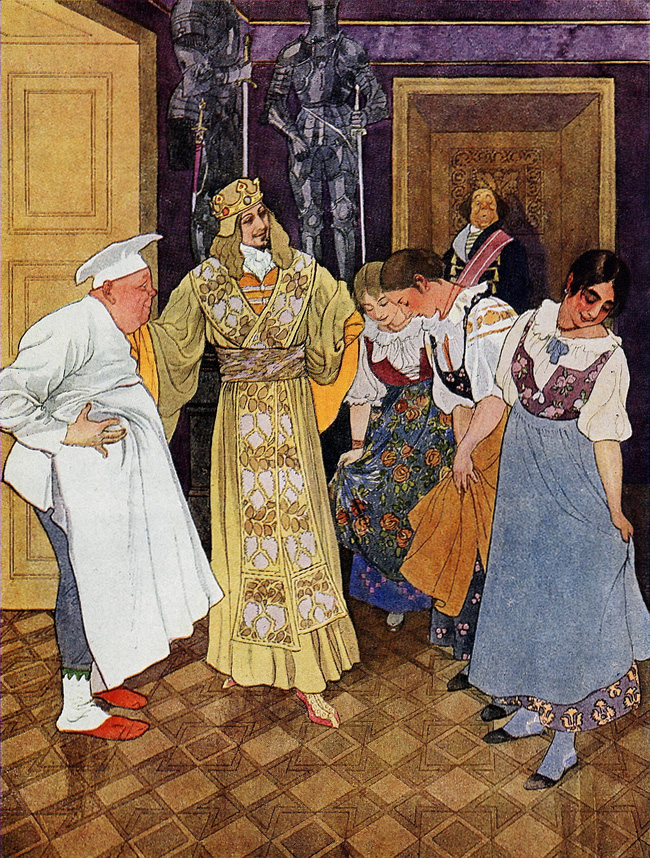
Ilustrace Artuše Scheinera k pohádce Boženy Němcové O mluvicím ptáku (1913)
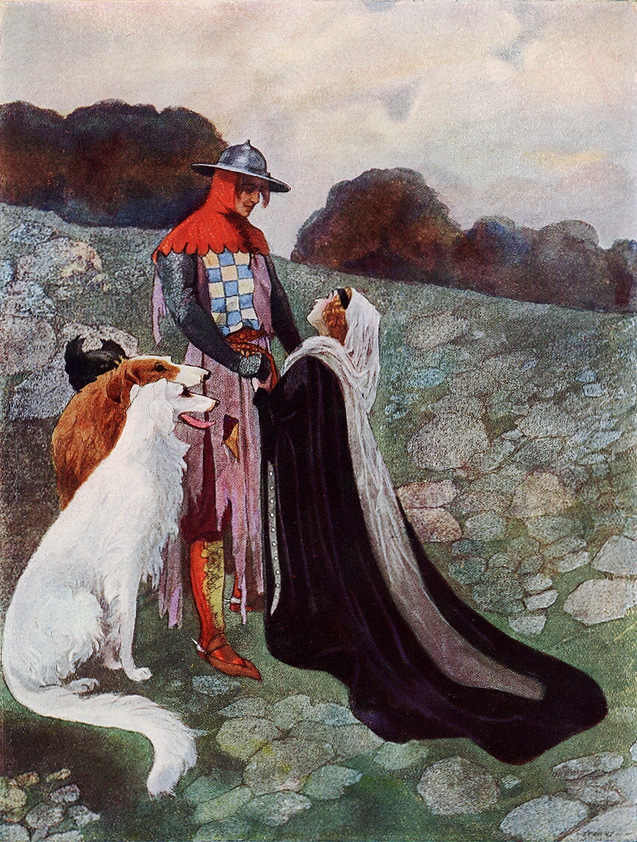
Ilustrace Artuše Scheinera k pohádce Boženy Němcové O třech zakletých psech (1913)
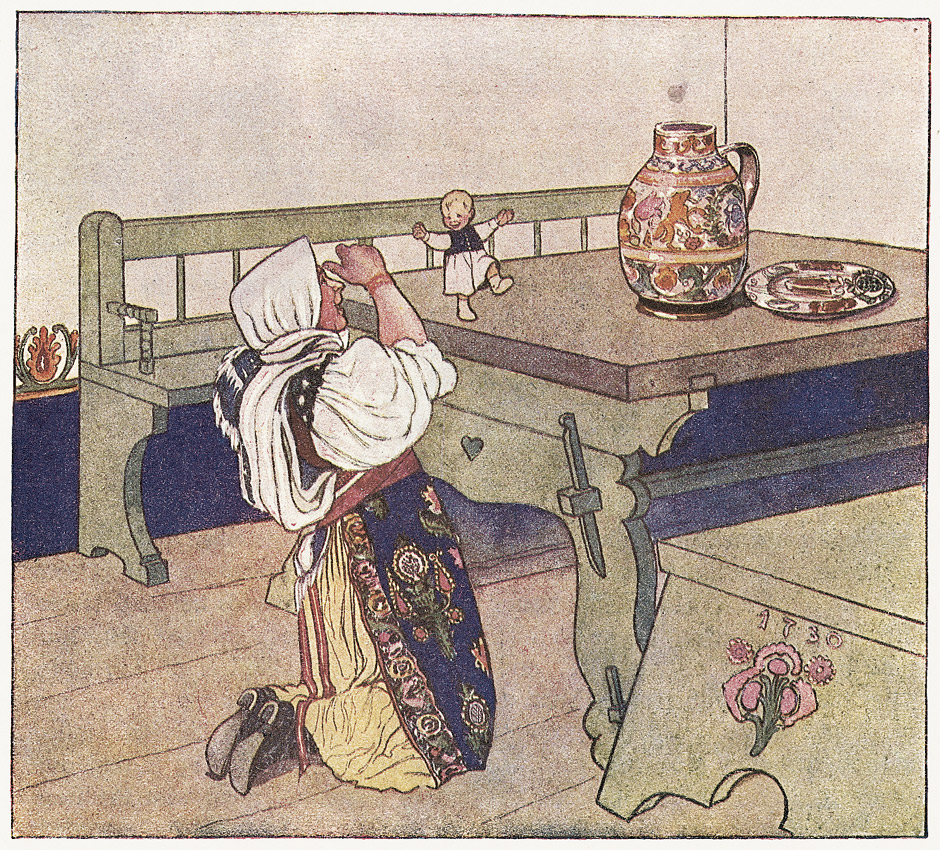
Ilustrace Artuše Scheinera k pohádce Boženy Němcové Neposlušné děti a jiné české pohádky (1921)
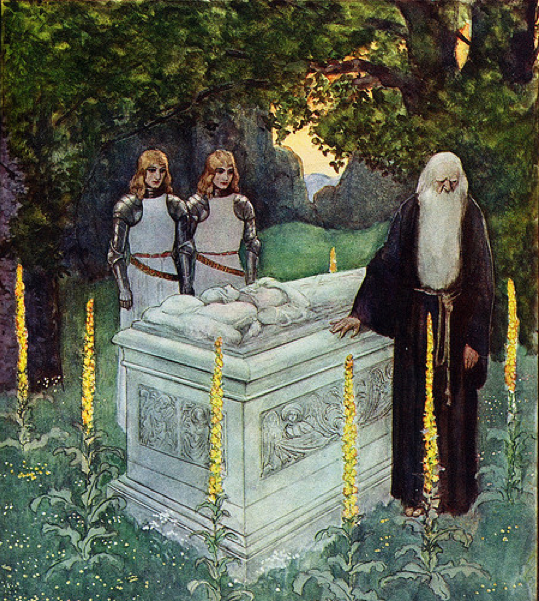
Ilustrace Artuše Scheinera k románu Julia Zeyera Román o věrném přátelství Amise a Amila (1928)
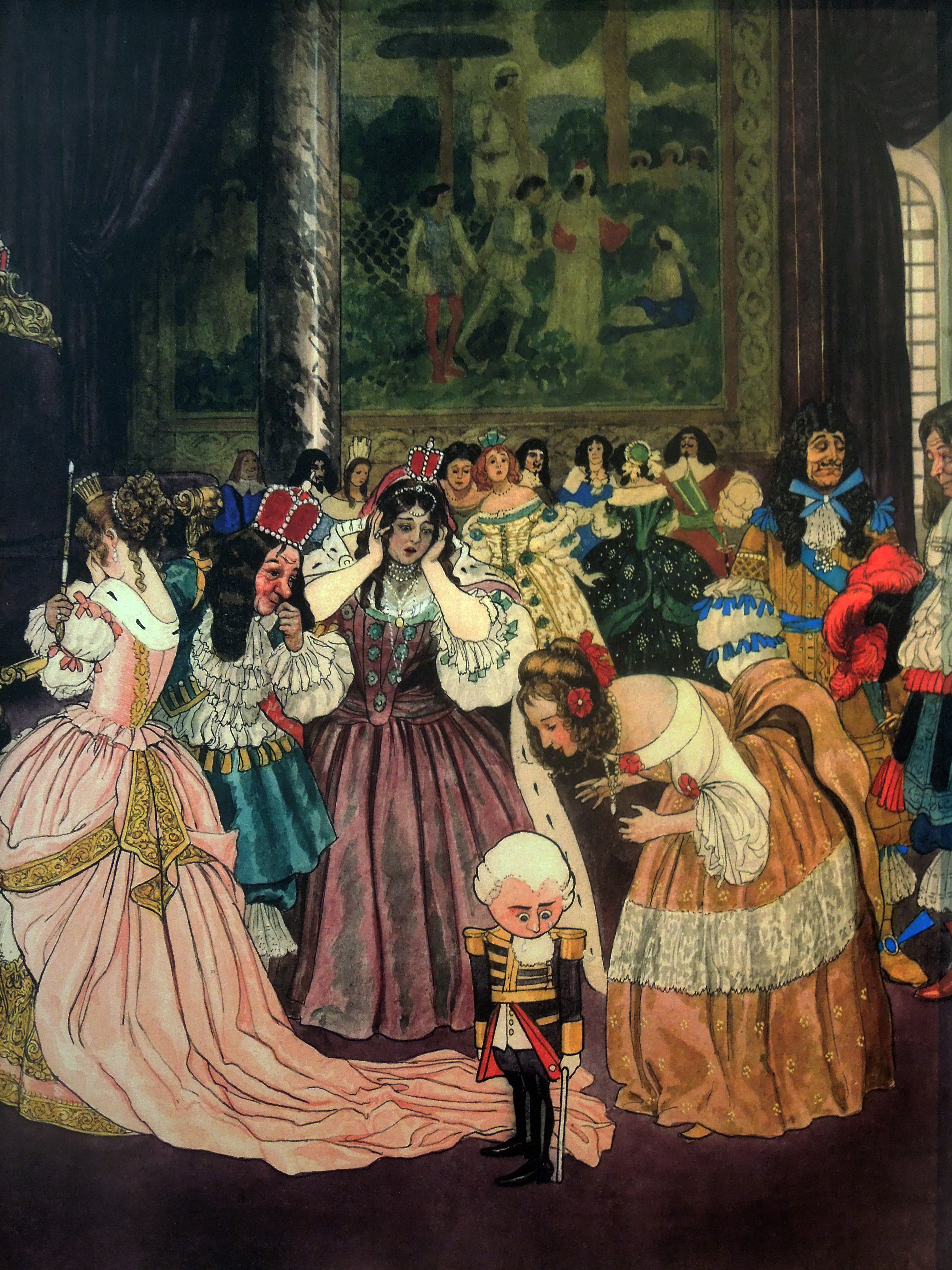
Ilustrace Artuše Scheinera k příběhu E. T. A. Hoffmanna Louskáček a myší král